# Cronologia de assassinatos famosos desde 1762
Esta é uma cronologia de assassinatos famosos desde o ano de 1762.

## Século XVIII
- 17 de julho de 1762: Pedro III, ex-czar da Rússia, depois de um golpe de estado.
- 21 de janeiro de 1792: Luís XVI, rei da França e Navarra, guilhotinado na Praça da Bastilha.
- 29 de março de 1792: Gustavo III, rei da Suécia, assassinado durante um baile de máscaras.
- 16 de outubro de 1792: Maria Antonieta de Áustria, rainha de França e Navarra e arquiduquesa da Áustria. esposa de Luis XVI, morreu no mesmo lugar e o mesmo tipo de execução.
- 13 de julho de 1793: Jean-Paul Marat, jornalista francês, assassinado em sua banheira por Charlotte Corday.

## Século XIX

### 1800-1850
- 12 de março de 1801: Paulo I, czar e filho de Catarina, a Grande, no castelo de Mikhailovsy, Rússia.
- 11 de maio de 1812: Spencer Perceval, primeiro-ministro do Reino Unido, assassinado no Palácio de Westminster por John Bellingham, um empresário em falência.
- 9 de outubro de 1831: Ioánnis Kapodístrias, primeiro-ministro da Grécia.

### 1850-1900
- 14 de abril de 1865: Presidente dos Estados Unidos Abraham Lincoln atingido por John Wilkes Booth no Teatro Ford em Washington, DC; morre em 15 de abril.
- 30 de janeiro de 1867: Komei, imperador do Japão.
- 15 de janeiro de 1871: Mariano Melgarejo, presidente da Bolívia.
- 6 de agosto de 1875: Gabriel García Moreno, presidente do Equador.
- 13 de março de 1881: Alexandre II, czar da Rússia.
- 2 de julho de 1881: Presidente dos Estados Unidos James A. Garfield atingido por Charles J. Guiteau, em Washington, DC; morre em 19 de setembro.
- 24 de junho de 1894: Presidente da França, Sadi Carnot, pelo anarquista italiano, Sante Geronimo Caserio, em Lyon.
- 6 de julho de 1895: Stefan Stambolov, primeiro-ministro búlgaro.
- 1 de maio de 1896: Naceradim Xá Cajar, Xá da Pérsia, em Teerã.
- 8 de agosto de 1897: Antonio Cánovas del Castillo, primeiro-ministro da Espanha, pelo um anarquista italiano.
- 10 de setembro de 1898: Imperatriz Elizabeth da Áustria, conhecida como Sissi, apunhalada pelo anarquista Luigi Lucheni.

## Século XX

### Década de 1900
- 29 de julho de 1900: Umberto I, rei da Itália a tiros pelo anarquista Gaetano Bresci.
- 6 de setembro de 1901: Presidente dos Estados Unidos William McKinley em Buffalo, NY; morre em 14 de setembro. O anarquista Leon Czolgosz é executado pelo crime.
- 11 de junho de 1903: Rei Alexandre I da Sérvia e sua rainha Draga Mašin, em Belgrado.
- 1 de fevereiro de 1908: Rei Carlos I de Portugal e seu filho Luís Filipe, em Lisboa.
- 26 de outubro de 1909: Primeiro-ministro japonês Ito Hirobumi, por um nacionalista coreano.

### Década de 1910
- 18 de setembro de 1911: Piotr Stolypin, primeiro-ministro russo.
- 23 de fevereiro de 1913: Presidente mexicano Francisco I. Madero e vice-presidente Jose Pino Suarez.
- 18 de março de 1913: Jorge I, rei da Grécia é assassinado pelo anarquista grego Alexandros Schinas.
- 28 de junho de 1914: Arquiduque Francisco Ferdinando da Áustria-Hungria e sua esposa em Sarajevo, Bósnia, por Gavrilo Princip.
- 31 de julho de 1914: Jean Jaurès, socialista francês, por Raoul Villain em Paris.
- 30 de dezembro de 1916: Grigori Rasputin, monge russo.
- 17 de junho de 1917: Eufemio Zapata, irmão de Emiliano Zapata.
- 16 de julho de 1918: O czar Nicolau II da Rússia abdica do trono; sua esposa, a czarina Alexandra; o filho, o czaréviche Alexis; as filhas grãs-duquesas Olga, Tatiana, Marie, Anastásia; e 4 membros da família, executados pelos bolchevistas em Ekaterinburgo.
- 15 de janeiro de 1919: Revolucionários alemãs Karl Liebknecht e Rosa Luxemburgo, em Berlim.
- 10 de abril de 1919: Revolucionário mexicano Emiliano Zapata, por um comando de General Pablo González.

### Década de 1920
- 20 de maio de 1920: Presidente mexicano, general Venustiano Carranza em Tlaxcalantongo.
- 22 de agosto de 1922: Michael Collins, revolucionário irlandês.
- 16 de dezembro de 1922: O primeiro presidente polonês Gabriel Narutowicz em Varsóvia.
- 20 de julho de 1923: General Francisco "Pancho" Villa, ex-líder rebelde, em Parral, México.

### Década de 1930
- 6 de maio de 1932: O presidente francês Paul Doumer é assassinado por um emigrante russo extremista.
- 25 de julho de 1934: Em Viena, o chanceler austríaco Engelbert Dollfuss pelos nazistas.
- 9 de outubro de 1934: O Rei Alexandre da Iugoslávia e o ministro francês Louis Barthou são assassinados em Marselha, na França, por Vlado Chernozemski.
- 11 de setembro de 1935: Huey Long, governador do estado de Luisiana, Estados Unidos, por Carl Weiss.

### Década de 1940
- 20 de agosto de 1940: Leon Trotsky (Lev Bronstein), 63 anos, exilado.
- 4 de julho de 1942: Reinhard Heydrich, governador nazista da Boêmia e Moravia, pelo nacionalistas checos.
- 9 de junho de 1946: Ananda Mahidol, rei da Tailândia.
- 30 de janeiro de 1948: Mohandas K. Gandhi, 78 anos, na Nova Delhi, Índia, por Nathuram Vinayak Godse.
- 17 de setembro de 1948: Folke Bernadotte, diplomata sueco, pelo nacionalistas judeus.

### Década de 1950
- 20 de julho de 1951: Rei Abedalá I da Jordânia.
- 14 de julho de 1958: O rei Faiçal II do Iraque e sua família assassinados pelo exército na Revolução de 14 de Julho.
- 26 de setembro de 1959: Solomon Bandaranaike, primeiro-ministro do Ceilão, por um monge budista.

### Década de 1960
- 17 de janeiro: Patrice Lumumba, ex-primeiro-ministro da República Democrática do Congo, é morto por um pelotão de fuzilamento.[1]
- 2 de novembro de 1963: Ngo Dinh Diem do Vietnã do Sul e seu irmão, Ngo Dinh Nhu, no golpe militar.
- 22 de novembro de 1963: John F. Kennedy, presidente norte-americano, assassinado em Dallas, Texas.
- 24 de novembro de 1963: o atirador Lee Harvey Oswald é assassinado por Jack Ruby.
- 11 de dezembro de 1964 Sam Cooke cantor norte americano, assassinado pela gerente de um motel.
- 13 de Fevereiro de 1965: Humberto Delgado, opositor ao regime do Estado Novo em Portugal, é morto pela PIDE na Espanha.
- 21 de fevereiro de 1965: Malcolm Little (Malcolm X), negro nacionalista, em Nova Iorque.
- 6 de setembro de 1966: Hendrik Verwoerd, primeiro-ministro da África do Sul.
- 4 de abril de 1968: Martin Luther King fatalmente assassinado em Memphis; James Earl Ray condenado pelo crime.
- 5 de junho de 1968: Robert F. Kennedy, senador norte-americano, em Los Angeles; Sirhan Sirhan, condenado pelo crime.
- 3 de Fevereiro de 1969: Eduardo Chivambo Mondlane, presidente de Moçambique e morto na Tanzânia.
- 9 de Agosto de 1969: Sharon Tate, atriz americana morta em Los Angeles por um grupo de membros da Família Manson

### Década de 1970
- 20 de janeiro de 1973: Amílcar Cabral, líder africano.
- 10 de março de 1973: Richard Sharples, governador das Bermudas.
- 20 de dezembro de 1973: Luis Carrero Blanco, primeiro-ministro da Espanha, assassinado pelo ETA.
- 30 de junho de 1974: Alberta King, mãe de Martin Luther King Jr..
- 11 de fevereiro de 1975: Richard Ratsimandrava, presidente de Madagascar.
- 25 de março de 1975: Rei Faisal da Arábia Saudita, assassinado pelo seu meo-irmão.
- 13 de abril de 1975: Ngarta Tombalbaye, presidente do Chade.
- 15 de agosto de 1975: Sheikh Mujibur Rahman, primeiro presidente do Bangladesh.
- 14 de abril de 1976: Zuzu Angel morre em um acidente de carro. Estima-se que tenha sido morta pela Ditadura Militar no Brasil.
- 18 de março de 1977: Marien Ngouabi, presidente do Congo.[2]
- 9 de maio de 1978: Aldo Moro, ex-primeiro-ministro da Itália, sequestrado e atingido.
- 27 de novembro de 1978: George Moscone, advogado norte-americano, e Harvey Milk, ativista gay norte-americano.
- 3 de março de 1979: Airey Neave, ministro britânico pela Irlanda do Norte, assassinado pelo Exército Republicano Irlandês.
- 27 de agosto de 1979: Louis Mountbatten, almirante e ex-vice-rei da Índia, assassinado pelo Exército Republicano Irlandês.
- 26 de outubro de 1979: Park Chung-hee, presidente da Coreia do Sul.

### Década de 1980
- 24 de março de 1980: Óscar Romero, arcebispo de San Salvador.
- 8 de dezembro de 1980: John Lennon, ex-beatle, em Nova Iorque; Mark Chapman condenado pelo crime.
- 6 de outubro de 1981: Anwar Al Sadat, presidente do Egito, assassinado em uma parada militar.
- 14 de setembro de 1982: Bashir Gemayel, presidente do Líbano.
- 24 de agosto de 1983: Benigno Aquino, senador filipino.
- 14 de outubro de 1983: Maurice Bishop, primeiro-ministro da Granada.
- 31 de outubro de 1984: Indira Gandhi, primeira-ministra da Índia, pelo seus guarda-costas.
- 28 de fevereiro de 1986: Primeiro-ministro da Suécia, Olof Palme, atingido por um homem armado em Estocolmo.
- 17 de novembro de 1986: Georges Besse, presidente do fabricante francês de veículos Renault, é assassinado em Paris.
- 1 de junho de 1987: Rashid Karami, primeiro-ministro do Líbano.
- 17 de agosto de 1988: Muhammad Zia-ul-Haq, presidente do Paquistão, morre em um acidente de avião. Estima-se que tenha sido morta pelo Central Intelligence Agency ou KGB.

### Década de 1990
- 21 de maio de 1991: Rajiv Gandhi, ex-primeiro-ministro da Índia e filho de Indira Gandhi, assassinado durante a eleição em Madras.
- 28 de dezembro de 1992: Daniela Perez, atriz, assassinada à golpes de tesoura pelo ator Guilherme de Pádua e sua então esposa. O corpo da atriz foi encontrado em um matagal da Barra da Tijuca. Os dois faziam par romântico na telenovela De Corpo e Alma, escrita pela mãe da atriz, Glória Perez.
- 1 de maio de 1993: Ranasinghe Premadasa, presidente do Sri Lanka.
- 10 de abril de 1993: Chris Hani, político comunista sul-africano; Janusz Walus condenado pelo crime.
- 2 de dezembro de 1993: Pablo Escobar, traficante internacional de drogas; o exército colombiano executou a operação que resultou em sua morte, no entanto a forma como foi assssinado ainda é controversa.
- 2 de julho de 1994: Andrés Escobar, jogador de futebol colombiano, assassinado a tiros por Humberto Muñoz Castro em Medelín.
- 31 de março de 1995: Selena, cantora, assassinada a tiros pela ex-presidente de seu fã-clube Yolanda Saldívar, condenada pelo crime
- 4 de novembro de 1995: Yitzhak Rabin, primeiro-ministro de Israel, pelo atirador Yigal Amir em Tel Aviv.
- 13 de setembro de 1996: Tupac Amaru Shakur, rapper, foi alvejado por cinco tiros, dois na cabeça dois na virilha e um na mão.
- 9 de março de 1997: The Notorious B.I.G, rapper, baleado no peito 4 vezes por "suposto" envolvimento com o assassinato de Tupac.
- 15 de julho de 1997: Gianni Versace, estilista italiano; Assassinado na porta de sua mansão em Miami por Andrew Cunanan.
- 27 de outubro de 1999: Vazgen Sargsyan, o primeiro-ministro da Arménia; Karen Demirchyan, o presidente do parlamento da Arménia; e três outros políticos arménios, todos assassinados em o parlamento da Arménia.

## Século XXI

### 2000-2010
- 16 de janeiro de 2001: Presidente da República Democrática do Congo, Laurent Kabila, pelo seus guarda-costas.
- 1 de junho de 2001: O rei Birendra Bir Bikram Shah Dev do Nepal; sua esposa, a rainha Aiswarya; o filho menor, Narajan; e a filha, Shruti, todos assassinados pelo filho maior, Dipendra, durante um banquete ao palácio real em Catmandu.
- 18 de janeiro de 2002: Político brasileiro, Celso Daniel, prefeito de Santo André na época assassinado com 8 tiros.[3]
- 6 de maio de 2002: Político neerlandês Pim Fortuyn assassinado durante a eleição; Volkert van der Graaf condenado pelo crime.
- 12 de março de 2003: Primeiro-ministro da Sérvia Zoran Đinđić, em Belgrado; Zvezdan Jovanović condenado pelo crime.
- 11 de setembro de 2003: Ministra do exterior da Suécia Anna Lindh, assassinada em um shopping center em Estocolmo; Mijailo Mijailović condenado pelo crime.
- 2 de novembro de 2004: Cineasta e autor neerlandês Theo van Gogh, em Amesterdão; Mohammed Bouyeri condenado pelo crime.
- 11 de novembro de 2004: Líder da Autoridade Palestina, Yasser Arafat em Paris , morte por falência múltipla dos órgãos segundo o hospital, entretanto suspeita-se de morte por envenenamento pelo Mossad
- 08 de dezembro de 2004: Guitarrista da banda Pantera, Dimebag Darrell, por um fã chamado Nathan Gale durante um show.
- 27 de dezembro de 2007: Ex-primeira-ministra do Paquistão, Benazir Bhutto é morta durante um atentado suicida.

### 2011-2020
- 02 de maio de 2011: Líder e fundador da Al-Qaeda, Osama bin Laden foi morto por agentes especias dos Estados Unidos, em Abbottabad, Paquistão
- 11 de junho de 2016: Cantora americana, Christine Grimmie por Kevin James Loibl no Plaza Live Thetre. Loibl se suicida após o crime.
- 16 de junho de 2016: Política trabalhista británica, Jo Cox, assassinada em Birstall, Inglaterra; extremista Thomas Mair condenado pelo crime.
- 14 de março de 2018: Ativista e vereadora do Rio de Janeiro, Marielle Franco foi alvejada por três tiros em seu carro.

### 2021-2030
- 7 de junho de 2021: Presidente do Haiti, Jovenel Moïse assassinado em casa por um grupo paramilitar composto por membros de nacionalidades variadas, em Porto-Príncipe, Haiti.
- 7 de agosto de 2022: Lutador de Jiu-jitsu Leandro Lo assassinado em um bar por um policial.
- Em 8 de julho de 2022: Ex Primeiro-Ministro do Japão, Shinzo Abe morto com um tiro durante campanha eleitoral, na cidade de Nara, no Japão.